# 기술직업훈련종합기구
기술직업훈련종합기구(아랍어: المؤسسة العامة للتدريب التقني والمهني)는 기술 및 직업훈련 프로그램을 제공하는 사우디아라비아의 기관이다. 1980년 6월 23일 설립된 이래 사우디아라비아에서 기술 및 직업 훈련을 담당하는 정부 기관이며, 2007년까지는 기술교육직업훈련종합기구(GOTEVOT)로 알려져 있었다.
기술직업훈련종합기구는 사설 교육 시설 및 유연한 커뮤니티 지원 프로그램 외에도 자사의 교육 시설과 전략 기업 기관, 국제 기술 대학에서 많은 교육 프로그램을 제공한다. 기술직업훈련종합기구 시설 수는 총 260여 개로 사우디아라비아 왕국 전역을 망라하고 있으며, 다양한 교육 프로그램의 교육생 수는 24만 명 이상에 달한다.

## 역사
일부 연구자들은 1908년 막카 알 무카라마에 공업학교가 문을 열었을 당시의 히자즈에서 기술 및 직업 교육이 시작되었다고 본다. 그 이전에는 1881-1883년 사이에 설립된 라시디야 학교가 일반 교육과 기술 교육을 결합한 가장 중요한 공립 학교 중 하나로 여겨졌다. 사우디아라비아의 통일 이후 기술 및 직업 교육의 시작에 대해서는 1949년 압둘아지즈 국왕 집권기에 제다에 공업 학교를 설립하였다.
당시 기술 및 직업훈련은 3개 정부기관에 보급됐다. 교육부가 중등기술교육(산업·농업·상업)을, 노동사회부가 직업훈련(직업연수원)을, 시·농촌부가 기술보조기관을 맡았다. 
1980년에는 기술교육 및 직업훈련의 모든 분야들이 기술교육직업훈련종합기구라는 하나의 우산 아래 모였고, 그 우산 아래에는 기술기관과 직업훈련소가 포함되었다. 그 후, 1982년에 중급 대학 학위를 제공하는 기술 대학들이 출범했다. 이어 1989년 리야드에 있는 기술대학에서 기술공학 학사 학위를 수여하는 학사 프로그램을 시작했다. 기술·직업훈련 분야를 하나의 우산 아래 도입하는 아이디어를 완성하기 위해 여학생 직업훈련 분야를 기관에 포함시켰고, 2005년 여학생 전문대학을 신설했다. 2007년에 기술교육직업훈련종합기구는 다음과 같이 개편되었다 : 기술직업훈련종합기구.

## 기관의 교육단위
기술 및 직업 훈련 회사의 총 시설 수는 260개에 달하며, 이는 사우디 아라비아 왕국의 모든 지역에 있는 시설을 합한 수이고, 시설은 다음과 같이 다양하다.

### 공과대학
대학들은 중급대학 학위를 취득하기 위한 고등학교 졸업장 또는 그에 상응하는 자격을 보유한 사람들에게 자격을 부여하는데, 응용 학사 프로그램을 제공하여 기술 인력 또는 기술 및 직업 훈련 시설의 트레이너에 대한 지역 노동 시장의 수요를 맞추기 위해 노동 시장에서 기술 엔지니어로서의 자격을 부여한다. 이 대학들의 훈련 기간은 수료증을 받기 위해서는 2년 반이고, 학부 프로그램에서는 2년 반이 더 걸린다.

### 글로벌 공과대학
정부 기술대학은 기술적인 실력에 있어 남성 여성 모두에게 양질의 교육을 제공하며, 국내 노동 시장의 요구를 충족시키기 위해 국제 표준으로 남성, 여성 간부를 졸업시키기 위한 산업 경험을 가진 국제 운영자와 트레이너를 통해 진행된다. 이 대학들은 영어 예비학년에 앞서 2년 안에 졸업장을 수여하며, 응용 공학 학사 프로그램은 기술 지도 대학에서 제공된다.

### 전략적 제휴 기관
민간과 함께 설립, 면허, 감독, 운영하기 위해 채택하는 비영리 기술교육기관이다. 이들은 고등학교 또는 그에 상응하는 학위를 가진 사람들에게 다양한 기술 훈련 프로그램을 일정 기간 동안 교육 초보로 고용하여 제공한다. 전략적 제휴기관은 사우디아라비아의 비전 2030에 부합하는 국가변혁 프로그램의 목표 달성을 위해 설립되었다. 이러한 제휴에 따라 재단은 기관설립에 착수하여 기본장비를 갖추게 되며, 민간부문은 우수 강사의 운영 및 제공과 연수 프로그램에 참여하며, 민간부문은 기금의 지원으로 특화된 장비와 혜택을 제공하게 된다. 인적 자원과 전략적 제휴 프로그램은 국내 또는 국제 사업자를 자유롭게 선택할 수 있는 것이 특징이다. 기존의 기관들은 현재 몇몇 일본, 미국, 뉴질랜드, 캐나다, 영국, 네덜란드 국제 단체들에 의해 운영되고 있다.

### 산업기관 및 2차건축 및 건설기관
중학교 졸업생과 일반교육 고등학교 1,2학년이 등록된 고등훈련기관에서는, 산업기관, 건축, 고등건설 졸업장을 취득할 수 있는 자격을 부여한다. 훈련 기간은 3년이다. 이 기관들은 또한 사업 부문의 필요에 따라 사회의 모든 계층과 많은 직종에 대해 개방된 다양한 야간 교육 프로그램을 제공한다.

### 교도소 직업훈련기관
이곳은 재단이 교도소 총국장과 협력하여 설립한 기관으로, 교도소 재소자 및 여아 보호시설의 재소자들을 위해 수감 기간동안 전문화된 프로그램 및 과정에서 그들을 훈련시키고 자격을 부여한다. 졸업생은 징역형을 선고받았다는 표시 없이 지역 산업연구소으로부터 자격증을 취득한다.

## 개인 훈련 시설
재단은 민간이 교육, 기술, 전문 프로그램 제공을 목적으로 설립한 민간(영리) 연수기관 및 센터인 최대 1,011개의 개인 연수시설을 인허가 및 감독한다. 프로그램에 라이선스를 부과하고 센터의 성과를 평가하며, 이들에 대한 어느정도의 수준과 기준을 적용시킨다. 개인 훈련시설은 남자 674곳, 여자 337곳에 이른다. 

## 전문화 및 교육 프로그램
기술직업훈련종합기구은 다음을 포함하여 250개 이상의 전문화 및 교육 프로그램을 제공한다.
1. 대학 및 연구소, 전략 기업 기관, 국제 기술 대학을 포함한 재단의 산하 기관 내 교육 프로그램
2. 사설 교육 시설에서의 교육 프로그램
3. 유연한 지원 및 커뮤니티 프로그램

재단은 사우디아라비아의 비전 2030에 기반한 노동시장의 요구에 부응하기 위해 지속적으로 교육 프로그램을 확장하고 있다.

## 국제 협력
재단은 기술 이전 및 현지화를 위한 여러 선진국과의 국제 협력 협정으로부터 혜택을 받고 있다. 재단은 미국, 독일, 일본, 캐나다, 호주, 말레이시아와 협력 협정을 맺었다. 그리고 그 범위는 캐나다, 호주, 영국, 말레이시아와 같은 다른 국가들로도 확대되었다. 이러한 협력 하에, 위 국가들의 경험은 인력 양성 외에 프로그램, 커리큘럼, 교육 장비 및 훈련 방법 개발에서 혜택을 받는다. 재단은 또한 유네스코와 국제노동기구와 같이 교육훈련분야에 특화된 국제기구들과 협력하고 있다.

## 참고 문헌
1. ↑  사우디 아라비아 왕국의 기술 교육 및 직업 훈련: 기원 - 경로 - 현재, 무하마드 빈 술레이만 알-달란, 100년 간의 사우디 왕국 회의 연구 7-11- Shawwal 1419 AH, 1999년 1월 24-28일, pp. 3-4.
2. ↑  “TVTC 웹사이트” (PDF). 2022년 8월 24일에 원본 문서 (PDF)에서 보존된 문서. 2022년 8월 24일에 확인함.